# Valentina Kovpan
Valentina Kovpan (28 de febrero de 1950-12 de mayo de 2006) fue una deportista soviética que compitió en tiro con arco, en la modalidad de arco recurvo.
Participó en los Juegos Olímpicos de Montreal 1976, obteniendo una medalla de plata en la prueba individual. Ganó cuatro medallas en el Campeonato Mundial de Tiro con Arco al Aire Libre, en los años 1973 y 1975, y cuatro medallas en el Campeonato Europeo de Tiro con Arco al Aire Libre, en los años 1976 y 1978.

## Palmarés internacional
| Juegos Olímpicos                 | Juegos Olímpicos         | Juegos Olímpicos | Juegos Olímpicos |
| Año                              | Lugar                    | Medalla          | Prueba           |
| -------------------------------- | ------------------------ | ---------------- | ---------------- |
| 1976                             | Montreal (Canadá)        | Medalla de plata | Individual       |
| Campeonato Mundial al Aire Libre |                          |                  |                  |
| Año                              | Lugar                    | Medalla          | Prueba           |
| 1973                             | Grenoble (Francia)       | Medalla de oro   | Equipo           |
| 1973                             | Grenoble (Francia)       | Medalla de plata | Individual       |
| 1975                             | Interlaken (Suiza)       | Medalla de oro   | Equipo           |
| 1975                             | Interlaken (Suiza)       | Medalla de plata | Individual       |
| Campeonato Europeo al Aire Libre |                          |                  |                  |
| Año                              | Lugar                    | Medalla          | Prueba           |
| 1976                             | Copenhague (Dinamarca)   | Medalla de oro   | Equipo           |
| 1976                             | Copenhague (Dinamarca)   | Medalla de plata | Individual       |
| 1978                             | Stoneleigh (Reino Unido) | Medalla de oro   | Individual       |
| 1978                             | Stoneleigh (Reino Unido) | Medalla de oro   | Equipo           |